# Pfeivestlstraße 4 (München)

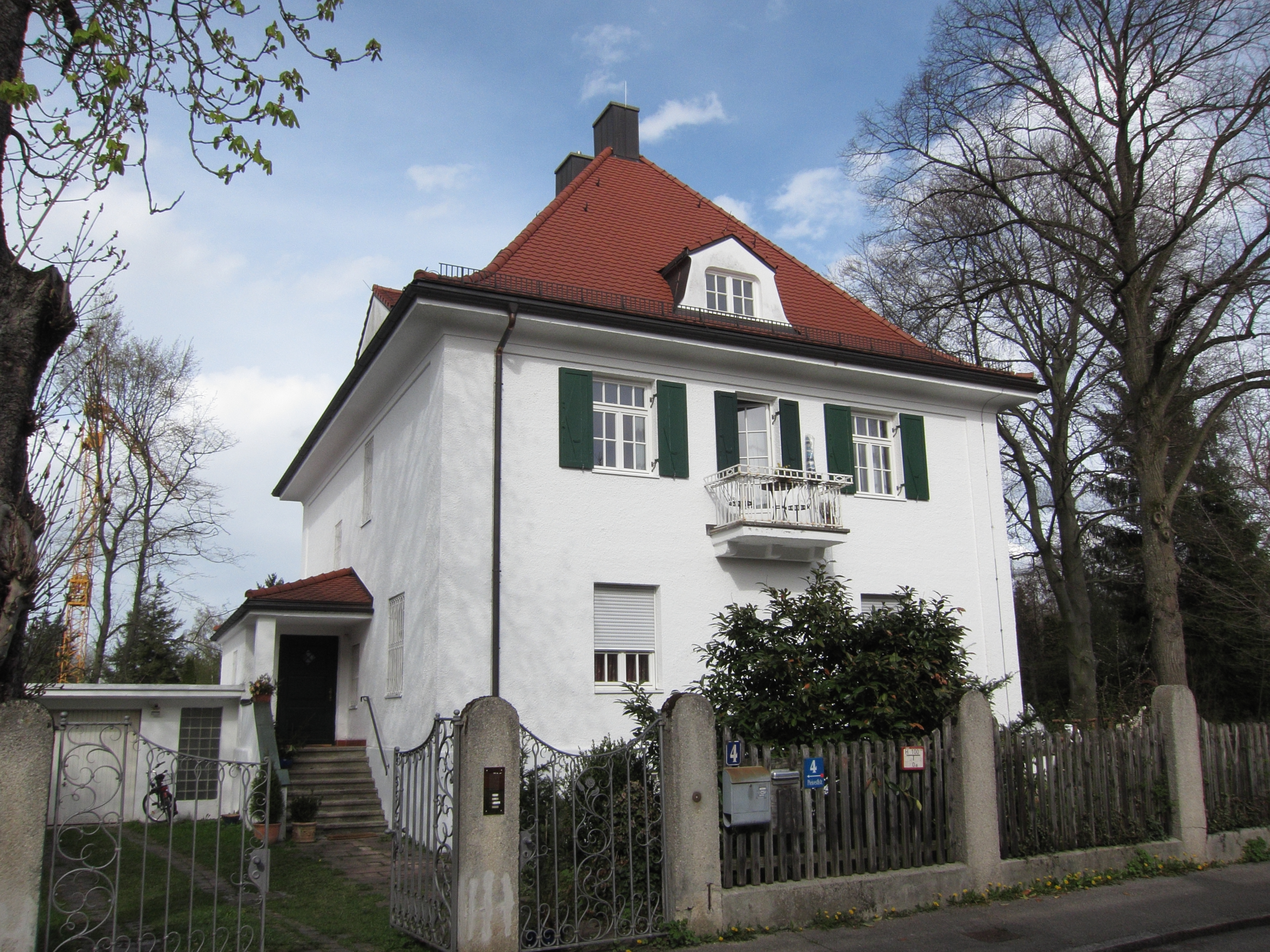
Haus Pfeivestlstraße 4 im Stadtteil Pasing von München

Das Gebäude Pfeivestlstraße 4 im Stadtteil Pasing der bayerischen Landeshauptstadt München wurde 1910 errichtet. Die Villa, die nach Plänen des Architekten Paul Böhme erbaut wurde, ist ein geschütztes Baudenkmal.
Der barockisierende Walmdachbau mit terrassengedecktem Vorbau an der Gartenseite trägt die Züge eines zurückhaltenden Heimatstils. 